# Talbrücke Albrechtsgraben

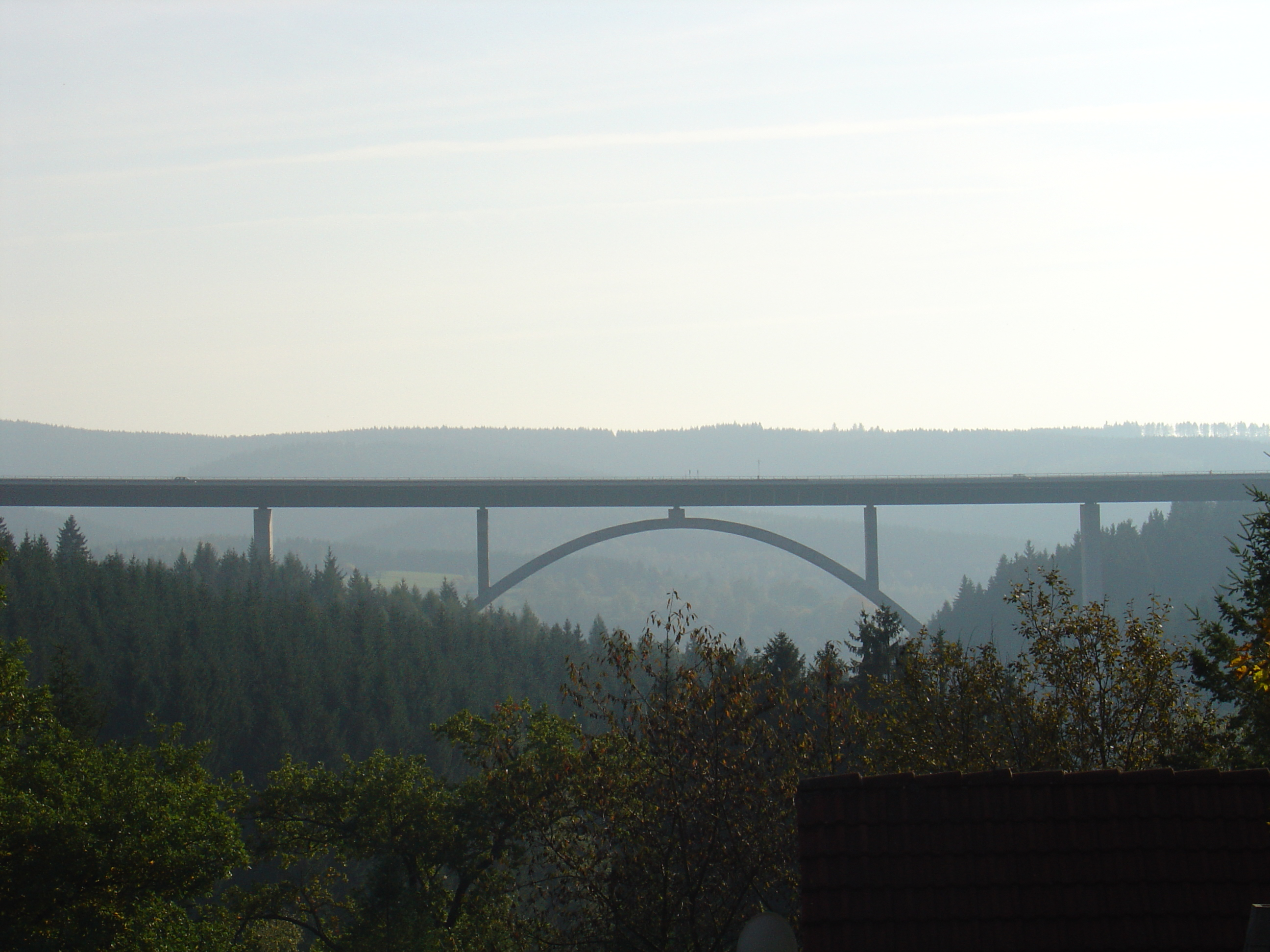
Talbrücke Albrechtsgraben

Die Talbrücke Albrechtsgraben ist eine 770 m lange Bogenbrücke der Autobahn 71 bei Suhl.
Das Bauwerk liegt bei Kilometer 131,0 direkt nach dem Autobahndreieck Suhl Richtung dem Autobahnanschluss Meiningen-Nord. Es überspannt den Albrechtsgraben, ein Tal zwischen den Gemeinden Mäbendorf und Albrechts, mit der Landesstraße 2630 in einer Höhe von maximal 80 m. Da die Brücke weit sichtbar ist, fiel die Entscheidung zugunsten einer Bogenbrücke mit einer Stahlverbundkonstruktion als einteiligem Überbau.  Dies wurde auch dem Naturschutzstreifen und der Topographie des Tales besonders gerecht. Die Autobahn weist im Brückengrundriss am Widerlager West beginnend auf eine Länge von 316 m eine Klothoide (A=1200) auf, es folgen auf eine Länge von 309 m ein Kreisbogen (R = 3000 m) und abschließend eine Klothoide (A=474).
Gebaut wurde die Überführung zwischen den Jahren 1999 und 2002 bei Kosten von ungefähr 24 Millionen Euro.

## Gründung und Unterbauten

### Gründung
Die Widerlager haben eine Flachgründung auf Dammschüttungen, die Pfeiler auf dem anstehenden Buntsandstein.

### Pfeiler
Die Stahlbetonpfeiler sind zwischen 17 m und 65 m hoch, sie besitzen einen Hohlquerschnitt und sind begehbar. Die Außenabmessungen der Pfeiler betragen in Brückenquerrichtung 8,8 m, und in Längsrichtung zwischen 2,5 m und 3,2 m.

### Bogen
Der auffällige parabolische Stahlbetonbogen in Brückenmitte weist eine Spannweite von 156,6 m und eine Scheitelhöhe von 70 m auf. An der Kämpfern hat der dort eingespannte Bogen eine Konstruktionshöhe von 3,25 m, im Scheitel sind es 2,0 m. Die Breite des begehbaren zweizelligen Hohlquerschnittes beträgt 8,8 m.

## Überbau
Der einteilige Überbau der Stahlverbundbrücke hat einen einzelligen offenen Stahltrog und eine mit Kopfbolzendübeln verbundene 28,5 m breite, 35 cm bis 44 cm dicke Stahlbetonfahrbahnplatte. Das Bodenblech des Kastenquerschnittes ist 8,3 m breit, die Stege der Hauptträger sind schräg und stützen die Fahrbahnplatte in einem Abstand von 11,0 m. Zusätzlich wird die Fahrbahnplatte außen durch Schrägstreben ungefähr alle 5 m gestützt. Die Konstruktionshöhe des ganzen Überbaus ist konstant 4,5 m. Die Stützweiten des 14-feldrigen Überbaus betragen 45 m + 55 m + 60 m + 3 × 70 m + 45 m + 40 m + 40 m + 45 m + 70 m + 60 m + 55 m + 45 m.
Der Bewegungsruhepunkt in Längsrichtung ist in Bogenmitte.

## Ausführung
Die Herstellung des Bogens erfolgte innerhalb von vier Monaten auf durch Fachwerktürme gestützten Lehrgerüsten.